# Llengües d'Àsia

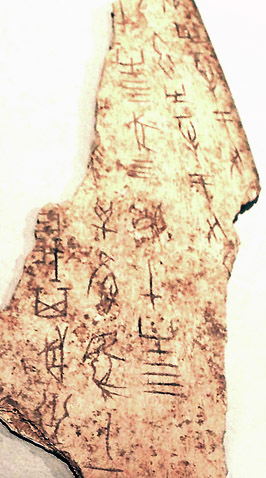
Les inscripcions oraculars en os de la dinastia Shāng, són els primers testimoniatges escrits d'una llengua d'extrem orient.

Les llengües d'Àsia és un terme geogràfic per designar les llengües històricament parlades a Àsia, en particular les llengües autòctones d'Àsia encara que de vegades s'inclouen llengües al·lòctones instal·lades durant el període colonial. Hi ha una gran varietat de llengües parlades arreu d'Àsia, abastant un gran nombre de famílies i algunes llengües aïllades.

## Distribució
A Àsia les dues principals famílies lingüístiques per nombre de parlants són la indoeuropea i la sinotibetana, i les llengües altaiques encara que amb menys parlants ocupen també una part important del continent. Des de temps antics, les llengües indoeuropees s'estenen principalment per Àsia meridional (Índia, Iran, Pakistan, Afganistan) i abans de l'expansió dels pobles túrquics s'haurien estès per Àsia central. A partir del segle xix el rus es va difondre àmpliament per Sibèria en el nord del continent. Les llengües sinotibetanes ocupen principalment Extrem Orient, l'Himàlaia i Birmània. Abans de l'expansió russa el nord i est d'Àsia haurien predominant les llengües altaiques, juntament amb altres grups menors com les llengües paleosiberianes o les llengües ienisseianes.
A més les llengües indoeuropees, sinotibetanes i altaiques que ocupen grans extensions a Àsia, altres grups amb un nombre important de parlants són importants regionalment. Les llengües austronèsies ocupen la part meridional d'Àsia insular: Indonèsia, Filipines i Formosa. Les llengües japòniques predominen en els arxipèlags del nord, les illes Ryūkyū i les principals illes del Japó. Les llengües austroasiàtiques i les llengües tai-kadai ambdues amb diverses llengües importants i un nombre elevat de llengües menors cobreixen l'àrea continental del Sud-est Asiàtic. Finalment els altres grups localment importants són les llengües dravídiques (actualment restringides a la meitat meridional de l'Índia, però que en un altre temps va poder estendre's fins a Pakistan), l'idioma coreà i les llengües caucàsiques septentrionals i meridionals.
A més existeixen altres grups menors a algunes de les zones més aïllades d'Àsia, aquest és el cas en part de les llengües hmong–mien i d'un grapat de llengües aïllades com el buruixaski, el kusunda, el nihali i uns altres.

## Característiques lingüístiques
No existeix una característica específica de les llengües d'Àsia que les diferència com a bloc de la resta de llengües del món. Encara que de vegades les característiques gramaticals del xinès han estat considerades com prototípiques d'un cert nombre de llengües asiàtiques, la veritat és que ni tan sols la família sinotibetana és tipològicament similar a les llengües sinítiques. El xinès també és l'exemple prototípic de llengua tonal encara que de fet es dubta si el proto-sinotibetà va ser una llengua tonal, i varis dels tons en xinès clarament són una innovació posterior. Si bé al segle xix es va considerar que el to era una característica intrínseca de les llengües i una llengua no podia desenvolupar tons espontàniament, assumpció que va complicar la classificació de les llengües d'Àsia sud-oriental, el treball de Hadricourt sobre el vietnamita va mostrar com una llengua pot desenvolupar to col·lateral a la caiguda o ensordiment de les consonants d'una síl·laba. D'altra banda les llengües tonals no són exclusives d'Àsia, i es donen amb abundància també en l'Àfrica subsahariana i en diverses famílies de llengües indígenes d'Amèrica.
Igual que en la resta del món, excepte Àfrica, a Àsia predominen les llengües sufixants sobre la prefixants i l'ordre sintàctic bàsic més freqüent és SOV (encara que també existeixen els ordres VSO i SVO).

## Classificació de les llengües d'Àsia
Existeixen diversos criteris de classificació de les llengües com la classificació tipològica o la classificació filogenètica. La primera atén a criteris estructurals de la llengua, mentre que la classificació filogenètica atén al parentiu històric entre elles. Aquest segon tipus de classificació és en general més clar i a causa de la seva connexió amb la història dels pobles és probablement el més àmpliament usat.

### Famílies de llengües

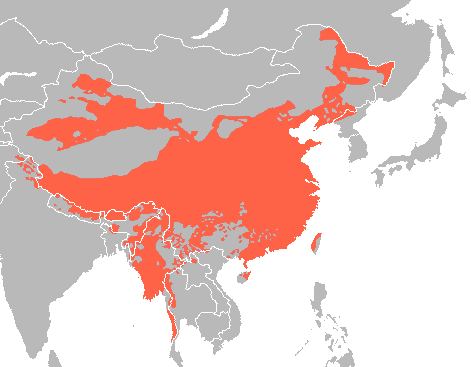
Distribució de las llengües sinotibetanes, una de les dues grans famílies de llengües d'Àsia.

La següent llista mostra una classificació filogenètica de les llengües parlades actualment a Àsia, incloent alguns subgrups. Les famílies més grans per nombre de llengües són:
1. Llengües altaiques
  1. Llengües turqueses: turc, àzeri, turcman, tàtar, usbec, kazakh i uigur.
  2. Llengües mongòliques: mongol, buriat i calmuc.
  3. Llengües tunguses
2. Llengües austronèsies: cebuà, ilokanès, indonesi, javanès, malai, sundanès, tagal i tetum.
3. Llengües austroasiàtiques: vietnamita, khmer i les llengües munda.
4. Llengües caucàsiques septentrionals que inclouria 
  1. llengües nakh-daguestaneses
  2. llengües abkhaz-adygh
5. Llengües kartvelianes: georgià.
6. Llengües dravídiques: Tàmil, telugu, malaiàlam i kanarès.
7. Llengües indoeuropees, parlades al sud, oest i centre d'Àsia a més de Rússia:
  1. Llengües indoiranianes:
    1. Llengües indoàries: sànscrit, pali, hindi, urdú, bengalí, nepalès, singalès, assamès, panjabi, caixmiri, sindhi, oriya, marathi, gujarati i bihari.
    2. Llengües iranianes: farsi, kurd, paixtu, tadjik i balutxi.

  2. Llengües germàniques: anglès.
  3. Llengües eslaves: rus.
8. Llengües sinotibetanes:
  1. Llengües sinítiques: mandarí, cantonès, wu, hakka, gàn i dialectes min.
  2. Llengües tibetanobirmàniques: tibetà, birmà, nepal bhasa, mizo.
9. Llengües semítiques: àrab, hebreu, siríac i arameu, etc.
10. Llengües uràliques: Txeremís, mokxa, udmurt, erzya, etc.
11. Llengües tai-kadai: Tailandès, laosià i zhuang.

Juntament amb les anteriors existeixen algunes famílies amb un petit nombre de llengües presents a Àsia:
1. Llengües de les illes Andamán
2. Llengües txukotkokamtxatkianes
3. Llengües esquimoaleutianes
4. Llengües iukaguirs
5. Llengües ienisseianes

I finalment algunes llengües aïllades i quasi-aïllades, entre les quals hi ha dues llengües amb molts parlants com són el japonès estàndard i el coreà:
1. Llengües japòniques: Japonès i les llengües ryukyuenques.
2. Coreà
3. Buruixaski
4. Nihali
5. Nivkh

A més existeixen inscripcions, registres i esments a un cert nombre de llengües parlades a Orient Mitjà entre el III mil·lenni aC i el I mil·lenni actualment extingides que no pertanyen amb seguretat a cap de les famílies anteriors:
1. Sumeri
2. Llengües hurro-urartianes
3. Llengua elamita
4. Kasita

### Macrofamílies
Alguns autors han proposat que podrien existir relacions remotes entre algunes de les anteriors famílies aportant certes evidències del parentiu, sense quesiguin acceptades com a universalment vàlides per la comunitat lingüística. Algunes de les propostes de superfamílies que s'han fet inclouen:
- La macrofamília fuyu és una macrofamília de llengües hipotètica conformada pel coreà i les llengües japòniques.
- La macrofamília àustrica que inclouria el japonès, les llengües autronèsies, les llengües tai-kadai i les llengües miao-yao. Una ampliació d'aquesta hipòtesi és la macrofamília sinó-àustrica que postula a més el parentiu de les llengües àustriques amb les llengües sinotibetanes.
- La macrofamília euroasiàtica que inclouria les llengües indoeuropees, les llengües uràliques i les llengües altaiques.
- La macrofamília nostràtica que inclouria la macrofamília euroasiàtica anterior així com a les llengües dravídiques, les llengües afroasiàtiques i les llengües kartvelianes.
- La macrofamília dené-caucàsica o sinocaucàsica que vincula les llengües sinotibetanes, amb les llengües caucàsiques septentrionals, les llengües ienisseïanes i les llengües na-dené (aquestes últimes parlades a Amèrica).
- La macrofamília uràlico-iukaguir que proposa que les llengües uràliques i les llengües iukaguirs estan filogenèticamente emparentades.
- La macrofamília uraloaltaica és una proposta generalment rebutjada encara que alguns lingüistes consideren que hi ha evidència a favor de la seva existència.

## Principals llengües d'Àsia per nombre de parlants
Les principals llengües d'Àsia per nombre de parlants són:
| Llengua       | Família de llengües | Parlants (1996) | Països                                            |
| ------------- | ------------------- | --------------- | ------------------------------------------------- |
| Xinès mandarí | Sinítica            | 885 milions     | R.P. de la Xina · Malàisia · Singapur             |
| Hindustànic   | Indoària            | 474 milions     | Índia · Pakistan                                  |
| Bengalí       | Indoària            | 189 milions     | Bangladesh · Índia                                |
| Rus           | Eslava              | 170 milions     | Rússia · Belarús · Kazakhstan · Kirguizstan       |
| Japonès       | Japònica            | 125 milions     | Japó                                              |
| Wu            | Sinítica            | 77 milions      | R.P. de la Xina                                   |
| Javanès       | Austronèsia         | 75 milions      | Indonèsia · Timor Oriental · Malàisia · Surinam   |
| Coreà         | Aïllada             | 75 milions      | Corea del Sud · Corea del Nord · R.P. de la Xina  |
| Vietnamita    | Mon-Khmer           | 68 milions      | Vietnam                                           |
| Telugu        | Dravídica           | 66 milions      | Índia                                             |
| Cantonès      | Sinítica            | 66 milions      | R.P. de la Xina - Hong Kong - Macau               |
| Marathi       | Indoària            | 65 milions      | Índia                                             |
| Tàmil         | Dravídica           | 63 milions      | Índia · Sri Lanka · Maurici · Malàisia · Singapur |
| Turc          | Turquesa            | 59 milions      | Turquia · Nord de Chipre                          |